# Teresa Helena Higginson
Teresa Helena Higginson (Holywell, 27 maggio 1844 – Chudleigh, 15 febbraio 1905) è stata una mistica britannica, dichiarata Serva di Dio.

## Biografia
Teresa Higginson nacque a  Holywell mentre i suoi genitori si trovavano in pellegrinaggio al santuario di santa Winifred del Galles. Suo padre Robert Francis Higginson era cattolico e sua moglie era una convertita. La figlia studiò presso il convento di Nottingham e divenne un insegnante a Bootle.
Per tutta la vita, portò le stigmate sanguinanti alle mani e ai piedi. Mentre pregava, entrava in stati di trance che duravano giorni e "rievocava violentemente" le scene della Via Crucis.
Dopo la morte fu dichiarata Serva di Dio.

## Eredità
Nel 1928 si aprì la discussione in merito ad una sua possibile elevazione alla gloria degli altari. Molte delle sue lettere sono conservate presso l'Abbazia benedettina di Sant'Agostino a Ramsgate e duplicati nella Cattedrale di Cristo Re a Liverpool.